# Turin
Turin Turàmbar (en la transcripció original anglesa Túrin Turambar; IPA: ['tuːrɪn tu'rambaɹ]) és un personatge fictici dels relats de J.R.R. Tolkien, que ocupa un lloc primordial en la seva obra i en la història dels Dies de l'Antigor.
La seva figura és la de l'heroi tràgic, que sofreix les desgràcies que li serveix el destí marcat per la maledicció que el Senyor Fosc Mórgoth va llançar sobre la seva família. Tot i els seus intents de desafiar el poder de Mórgoth i la maledicció, Turin acaba portant la ruïna als seus aliats humans i èlfics, i finalment també a ell i a la seva germana Níenor.
La seva història s'explica a Els fills d'en Hurin (Narn i Chîn Húrin), on Turin és el protagonista principal. També es pot trobar en versions fragmentades o més reduïdes a el Silmaríl·lion o als Contes Inacabats.

## Biografia
Turin era fill de Hurin Thàlion, senyor de la Casa de Hàdor, i Morwen Edhelwen de la Casa de Bëor. Va néixer l'any del sol de 464, quan Mórgoth ja havia trencat el setge d'Àngband, però el terce poble dels edain resistia al seu regne de Dor-lomin. Tingué una germana petita, Lalaith, que morirà als pocs anys a causa d'una plaga enviada per Mórgoth.
Quan Turin tenia 8 anys, el seu pare i la resta dels homes del regne es van unir a les hosts dels elfs per anar a declarar la guerra a Àngband. A la batalla de les Llàgrimes Incomptables Mórgoth obtingué una severa victòria que hauria estat més contundent si no hagués estat pel sacrifici de la casa de Hàdor. Tots ells van morir, excepte Hurin que fou fet presoner. Mórgoth va llençar una maledicció a tota la seva família, enfurismat per la perseverança amb què li havia plantat cara.
Dor-lomin va ser envaïda pels homes orientalencs servents de Sàuron. Per tal de protegir l'hereu de la Casa de Hàdor, Morwen envià el seu fill al regne èlfic Dòriath perquè el rei Thíngol en tingués cura.
Per les proeses del seu pare Hurin i pel seu parentiu amb Beren, Thíngol va adoptar a Turin com a fill i el seu capità Béleg l'entrenà en les arts de la guerra. Quan Turin tenia setze anys, va unir-se a Béleg a lluitar contra els orcs a les marques del nord de Dòriath.
Quan tenia vint anys, Turin va provocar la mort accidental d'un dels consellers de Thíngol després d'una disputa. Equivocadament, Turin es pensà que no hi havia testimonis que la mort havia estat accidental i tement un càstig sever per part de Thíngol fugí de Dòriath.
Turin es va unir a una banda de proscrits dels quals arribaria a ser el líder. Aviat aconseguiria reclutar molts més homes i convertir-se en el capitost d'una força important, amb el centre d'operacions a la casa del nan mesquí Mîm. Béleg va trobar Turin i li va explicar que Thíngol li permetia tornar a Dòriath, però ara Turin no estava segur de tornar.
Els actes de Turin contra els orcs van cridar l'atenció de Mórgoth, que va enviar un contingent en contra seva. Van capturar el nan Mîm, que traí a Turin revelant el seu amagatall, i els homes de Turin van morir a mans dels orcs. Turin va ser capturat, i mentre el portaven a Àngband, Béleg va anar a alliberar-lo. De nit es va acostar al campament dels orcs i mentre tallava els lligams de Turin amb l'espasa va ferir-lo accidentalment al peu. En la foscor, pensant-se que era un altre dels orcs que el volia torturar, Turin li va agafar l'espasa i va matar a Béleg. En adonar-se del que havia fet, Turin embogí de dolor.
Turin arribà a la fortalesa de Nargòthrond, aleshores comandada pel rei èlfic Oròdreth. Gràcies a la seva fermesa i habilitat amb les armes, va caure a favor del rei que el va nomenar capità de la guàrdia. La seva filla, Finduilas, s'enamorà de Turin tot i que aquests no se n'adonà i no correspongué l'amor. Turin es tornà arrogant, abandonant la política de mantenir Nargòthrond ocult i combatent obertament els seus enemics. Cinc anys després de la seva arribada, Mórgoth va enviar una gran host d'orcs capitanejada pel drac Glàurung contra Nargòthrond, i Turin encoratjà als els a lluitar a camp obert. En la Batalla que tingué lloc a Tumhàlad, els elfs foren derrotats i Oròdreth va ser mort.
Turin va intentar evitar el saqueig de Nargòthrond i l'empresonament dels habitants, però el drac el va aturar i amb la seva mirada embruixadora el va obligar a restar immòbil mentre Finduilas li suplicava cridant que no deixés que la fessin esclava.
Després de tornar a Dor-lomin, on descobrí que els orientalencs havien saquejat la seva casa i que la seva mare i germana havien fugit a Dòriath, Turin va emprendre la recerca de Finduilas. Li va seguir el rastre fins al bosc de Brethil, però va arribar massa tard per salvar-la, ja que els orcs la van matar així que sentiren l'arribada dels homes del bosc.
Prenent el nom de Turàmbar per tal d'ocultar la seva identitat, es va unir als homes de Brethil. La gent de Hàleth estava liderarda per Bràndir el coix, que procurava mantenir la seva gent segura amagant-se al bosc. Turàmbar aviat es va guanyar el favor del poble i va passar a liderar ràtzies contra els orcs a les fronteres.
Mentrestant, Morwen i Nienor (la germana petita de Turin que ell no havia arribat a conèixer) s'havien cansat d'esperar notícies de Turin a Dòriath i s'havien dirigit a Nargòthrond. Allí el drac irrompé en la seva companyia fent perdre a Morwen entre la boira i capturant Níenor sota un encanteri que li feu oblidar la seva identitat.
Fugint d'elfs i orcs, Nienor va arribar nua i muda a Brethil, on la va trobar Turàmbar. Sense reconèixer-la la va batejar com a Níniel, "Dama de les llàgrimes". Amb el temps Níenor recuperà la parla i s'enamorà de Turin. Tot i que Bràndir ho desaconsellà, la parella es va casar.
Un temps després, amb Nienor embarassada, el drac Glàurung atacà Brethil. Turin sortí a parar-li una emboscada i va aconseguir ferir mortalment al drac, tot i que el verí que va sortir de la ferida li va fer perdre els sentits. Quan Níniel anar a buscar-lo, amb el seu últim alè el drac va desfer el seu encanteri fent-li recordar qui era i que Turàmbar era en realitat el seu germà. Horroritzada, Níenor es va llençar per un precipici proper i va morir.
Bràndir havia contemplat l'escena, i quan Turin es va despertar li va explicar la identitat de Níenor. Incapaç de creure-s'ho, va acusar Bràndir de mentider i portat per la ira el va assassinar. Més tard, quan va adonar-se de la veritat de les seves paraules es va suïcidar travessant-se el pit amb la seva pròpia espasa.

## Noms i títols
El nom Turin, d'etimologia desconeguda, prové de la llengua del poble de Hàdor. El sobrenom amb què és més conegut, Turàmbar, és en quenya i significa "Amo del Fat" (tur:"apropiació"; ambar:"destí").
La resta de noms que Túrin es va posar per intentar ocultar la seva identitat i escapar de la maledicció de Mórgoth eren en sindarin, la llengua que havia après a Dòriath i amb què havia adquirit un gran domini. Quan s'uní al grup de proscrits es feu conèixer com a Neithan, "l'agreujat", ja que considerava que havia estat injustament expulsat de Dòriath. Més tard prengué el nom de Górthol, "l'Elm de l'Horror" (gor:"horror";thôl:"elm"), ja que adquirí l'elm del drac de Dor-lomin. Quan arribà a Nargòthrond s'anomenà Agarwaen fill d'Úmarth, "Brut de Sang, fill del Fat Desgraciat", però aviat la gent el conegué com a Adanedhel, "Home-Elf". Pel misteri que envoltava el seu origen Finduilas el batejà com a Thurin, "el secret", i després que es fes tornar a forjar l'espasa negra Gúrthang el conegueren com a Mormeguil, l'"Espasa Negra" (mor:"negre"; meguil:"espasa"). Entre els homes de Brèthil era conegut com a Turàmbar, i finalment després de mort l'anomenaren Dagnir Glaurunga, l'occidor de Glàurung.

## Genealogia de la Casa de Hàdor (o Casa de Màrach)
```
                             
Màrach

                               |
                            Malach = Meldis
                                   |
  -----------------------------------------------
  |                |

Adanel
 = 
Belemir
             Magor           Altres
                               |
                             Hathol
                               |
              Gildis = 
Hàdor Lórindol
 
                               |
              ----------------------------------
              |                   |
           Gundor      
Gàldor
 = 
Hàreth
        
Glóredhel
 = 
Haldir

                              |
                    ---------------                     |
                    |                     |
          
Morwen
 = 
Hurin
         
Huor
 = 
Rían
           
Hàndir

                 |                    | 
       ----------------------         |                    |
       |         |         |                    |
     
Turin
     
Lalaith
   
Nienor
     
Tuor
 = 
Idril
        
Bràndir

                                         |
                                     
Eàrendil
 = 
Elwing

                                              |
                                     ------------------
                                     |
                                  
Élros
            
Élrond
```